# はぎ号

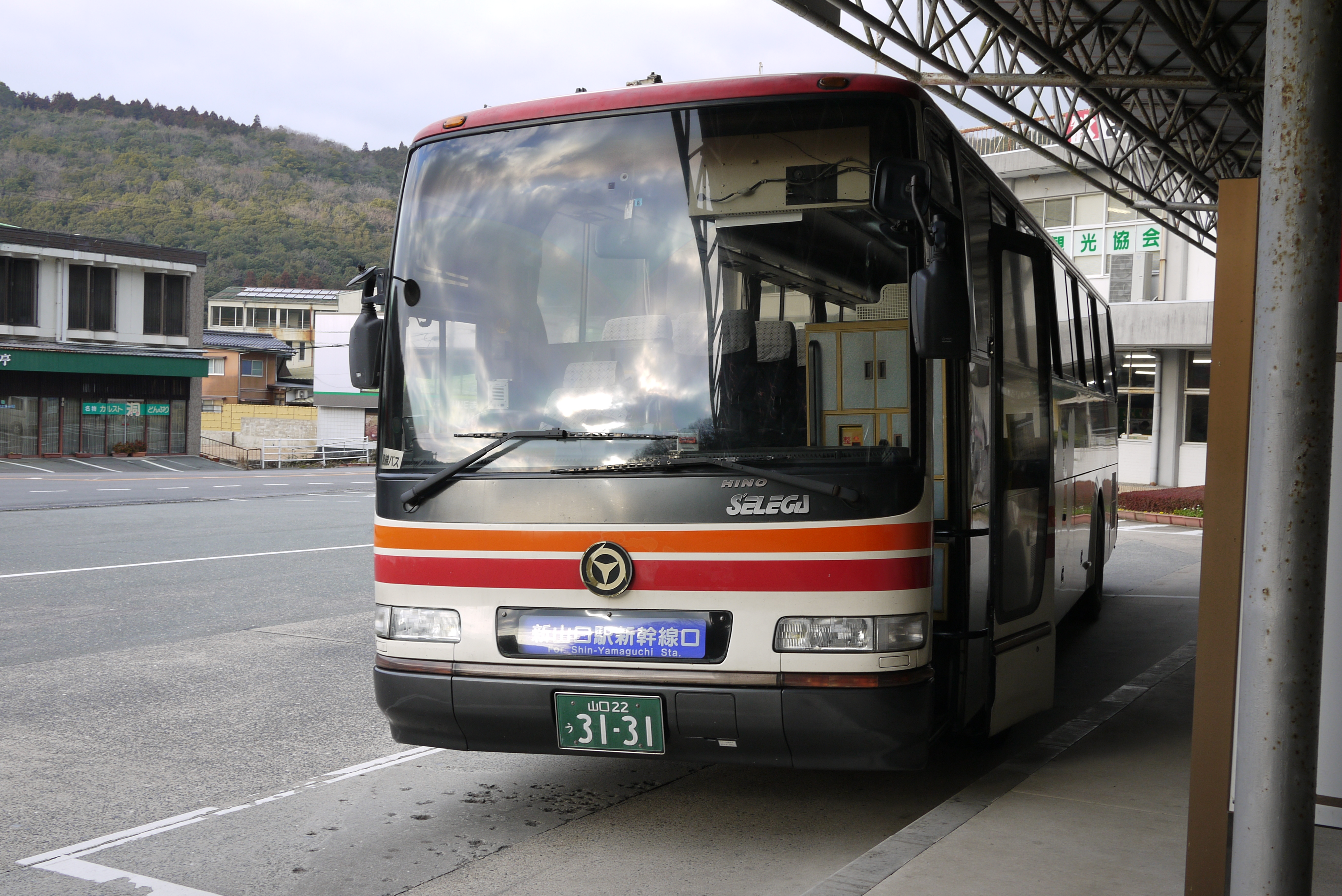
防長交通（現在は廃車済み）

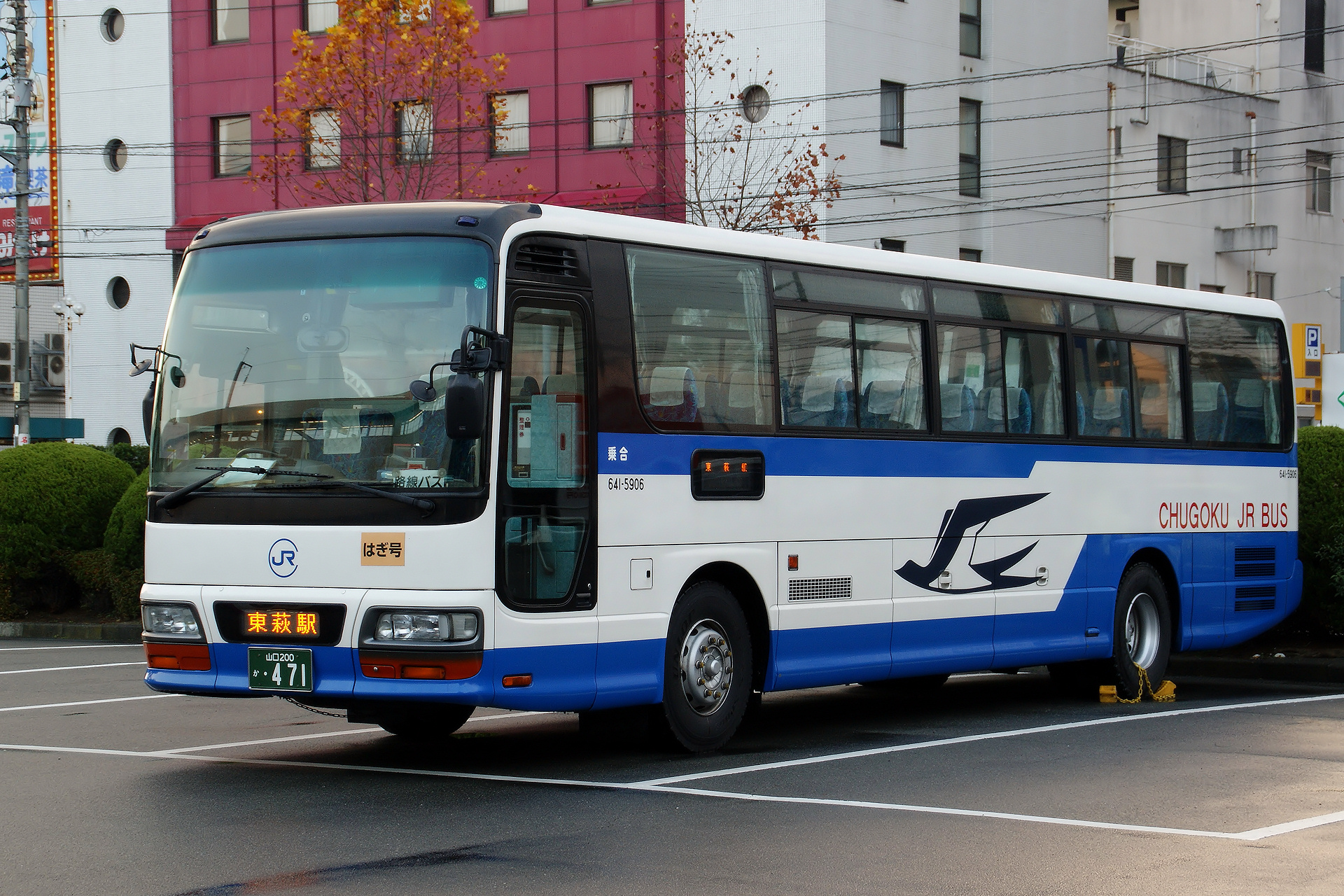
JRバス中国（現在は廃車済み）

はぎ号（はぎごう） は、かつて山口県山口市と萩市を結んでいた特急バスである。
本項目では、派生系統である「スーパーはぎ号」についても記す。

## 概説
本路線は、1971年3月より運行開始された国鉄バス防長線の萩観光特急便が前身である。運行開始当初は防府駅から山口駅を経由し東萩駅を結ぶ季節運行路線であった。
1975年3月10日の山陽新幹線博多開業に伴い、国鉄バスでは新幹線の時間短縮効果を山陰地区にも波及させるべく、小郡駅（当時）の新幹線口へ乗り入れを行なうことになった。小郡駅は防長交通の営業エリアであったことから、特急便については防長交通と相互乗り入れを行なうことになり、特急便の運行が開始された。「はぎ号」の愛称もこの時に設定された。
この時、小郡駅（現・新山口駅） - 萩市内間を乗車する場合についてはバス指定券制度を導入、新幹線の特急券と同時に「はぎ号」の乗車券も購入できるようにした。途中停留所からの乗車は空席がある場合に限られた。2010年現在は指定席制度は導入されておらず、全席自由席であるが、時刻表などに座席指定が不要である旨が特記されたり、一部インターネット時刻表検索にも表示されているのは、バス指定券を必要とした当時の名残とも言える。
乗車券は新山口駅新幹線口、萩バスセンター、東萩駅で発売する。JRバス中国と防長交通で経路が異なるが、「新山口駅新幹線口 - 萩バスセンター・東萩駅」の乗車券に限り共通乗車可。途中停留所で下車する場合は、それぞれの会社の乗車券を購入するか、現金による乗車、山口県共通バスカードが利用できていた。
2015年1月11日から「スーパーはぎ号」が運行開始。2015年のNHK大河ドラマ『花燃ゆ』にちなんで旧萩市立明倫小学校体育館（萩市役所向かい）に「大河ドラマ館」が設置されるのに併せ、新山口駅と萩・明倫センター（大河ドラマ館前）をノンストップで結ぶもので、バスカードや通常のはぎ号の回数券は使用できない。当初は1年間の期間限定運行の予定だったが、「花燃ゆ」放送終了後に大河ドラマ館が「萩・世界遺産ビジターセンター 学び舎（まなびーや）」（萩・明倫センター）にリニューアルされたのを受けて、運行を継続している。
2016年10月1日のJRバス中国防長線の路線再編により、同社運行便を「新山口駅⇔湯田温泉・山口駅」ミニ特急便と「湯田温泉・山口駅⇔萩・明倫センター」普通便（東萩駅乗り入れ廃止）に系統分割し特急「はぎ号」を廃止（「スーパーはぎ号」は運行継続）。「はぎ号」は防長交通便にのみ付与されることとなった。
2017年10月1日、防長交通のダイヤ改正に併せ、「はぎ号」の運行終了 と、「スーパーはぎ号」の増便（4往復から8往復） が発表された。新山口駅 - 東萩駅間の一般道経由路線については防長交通の普通便（平日9往復、日祝日7往復）が残るものの、都市間輸送については「スーパーはぎ号」にシフトすることになる。
「スーパーはぎ号」のJRバス中国担当便については2021年3月20日からICカード「ICOCA」が利用可能になっており、防長交通便も2023年3月25日から「ICOCA」が利用可能となった。

## 運行会社
- 防長交通（2017年9月30日までは「はぎ号」も担当）
  - 萩営業所が担当。
- JRバス中国（2016年9月30日までは「はぎ号」も担当）
  - 山口支店が担当。

## 運行経路・停車停留所
- スーパーはぎ号（JR・防長とも）[10]
  - 新山口駅新幹線口 - 長谷IC - 山口宇部道路 - 小郡JCT - 中国自動車道 - 美祢東JCT - 小郡萩道路 - 絵堂IC - 国道490号 - 山口県道32号萩秋芳線 - 萩道路 - 国道262号 - 萩・明倫センター - 萩バスセンター - 東萩駅
    - 萩・明倫センター - 東萩駅間は2017年10月1日から運行。

過去の運行路線
- はぎ号（2017年9月30日まで）

太字は停車停留所。
- 防長（2017年9月30日まで）

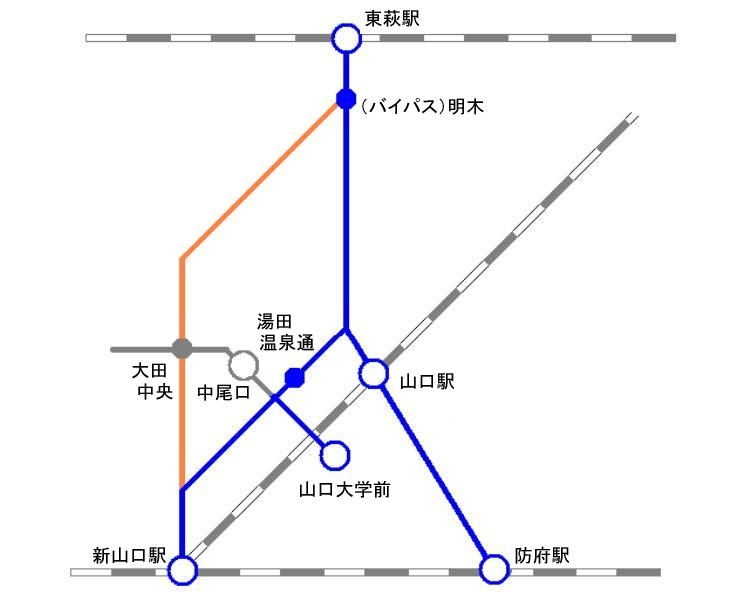
青い線がJRバス中国防長線（はぎ号は新山口駅 - 山口駅 - 東萩駅間で運行）
橙色の線は特急はぎ号（防長交通運行便）路線
灰色の線はJRバス秋吉線

  - 新山口駅新幹線口 - 新山口駅在来線口（萩行きのみ） - 国道9号 - 山口県道28号小郡三隅線 - 湯の口 - 長田 - 綾木 - 国道435号 - 大田中央 - 国道490号 - 絵堂 - 山口県道32号萩秋芳線 - 明木 - 萩道路 - 国道262号 - 萩バスセンター - 東萩駅 - 萩観光ホテル
    - 東萩駅 - 萩観光ホテル間は2013年4月1日から一日1往復のみ運転。
- JR（2016年9月30日まで）
  - 新山口駅新幹線口  - 国道9号 - 湯田温泉通 - 山口県道204号宮野大歳線 - NTT山口前 - 山口駅 - パークロード - 山口県庁前 - 国道9号山口バイパス - スポーツの森 - 宮野新橋 - 国道262号 - 佐々並 - バイパス明木 - 萩道路 - 国道262号 - 萩バスセンター - 東萩駅

## 運行回数
スーパーはぎ号（2017年10月1日から）
昼行8往復 - JRバス中国、防長交通それぞれ4往復担当。
過去の運行内容
はぎ号（通常便・2017年9月30日まで）
昼行萩行き6本・新山口（小郡）行き8本
1984年の時点では、国鉄バス6往復・防長交通9往復の計15往復が設定されていた。このうち3往復は冬季運休となっていた。

## 運行車両

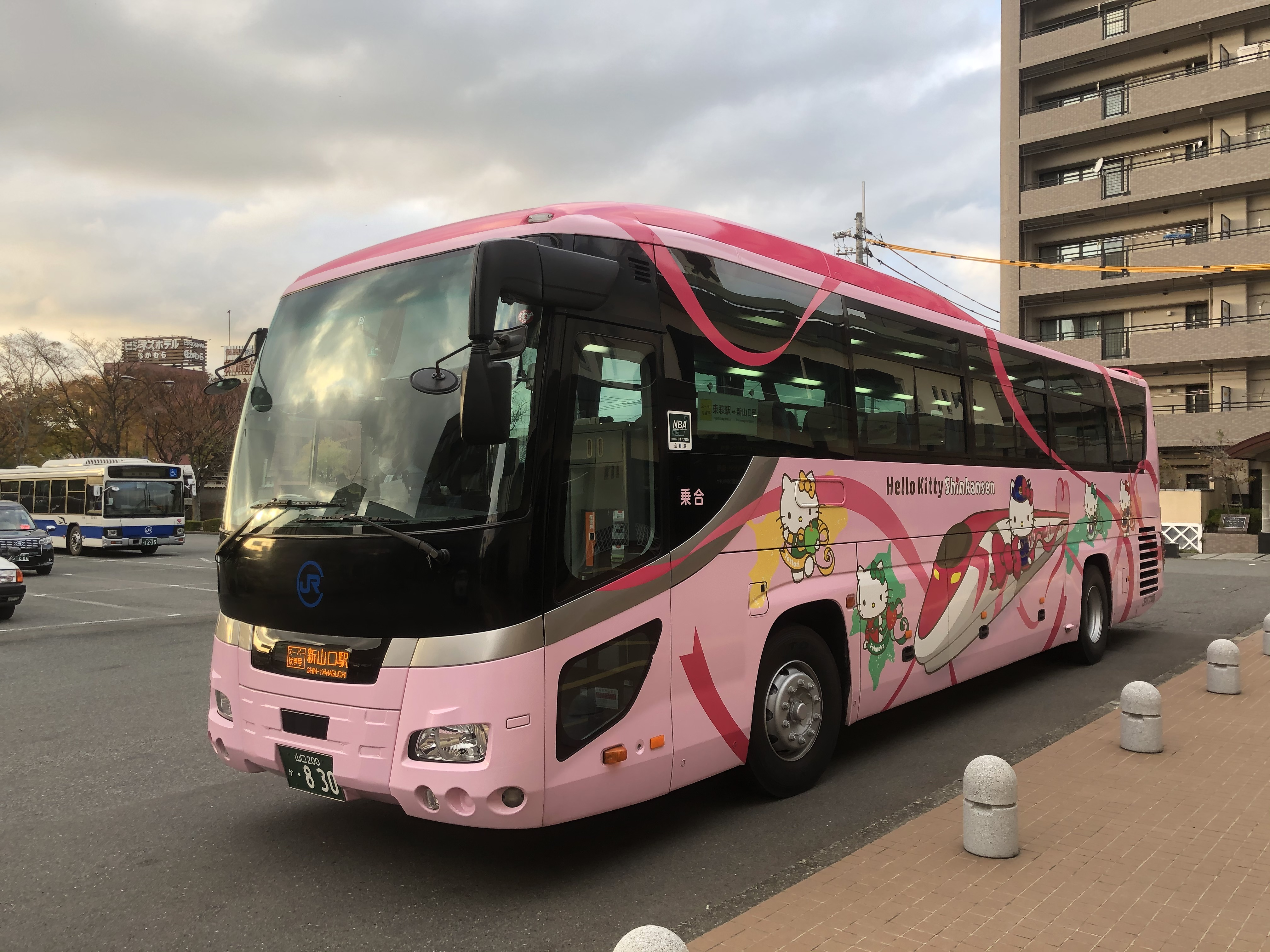
JRバス中国「ハローキティ新幹線」ラッピングバス

現在の運行車両
防長交通 - 日野セレガHD（近鉄からの中古車）
JRバス中国 - いすゞガーラHD
過去の運行車両
はぎ号運行開始当初、国鉄バスでは三菱ふそうB905Nを7台導入した。前中扉でハイバックシート装備の観光タイプ車両であった。防長交通では近鉄バス貸切車を譲受して使用していた。
JRバスではその後、永く三菱ふそう・エアロバス（初代）を専用車として用いていたが、近年車両更新を行いいすゞ・ガーラHD（初代）が主に用いられていた。防長線普通便統合後は、いすゞ・エルガなどの2ドア一般路線車が用いられている。。
防長交通は貸切車両の路線転用車（日野・ブルーリボンRU、日野・セレガ（初代）など）を使用していた。スーパーはぎ号移行後、一般路線車での運用となっている。
スーパーはぎ号運行開始当初は、両社専用のラッピング車両が在籍しており、優先的に運用に入っていた。（防長交通は、三菱ふそうエアロクィーンII、中国JRバスは、三菱ふそう・エアロバスだったが、両車廃車済み）。　その後防長交通運行便は福岡線から転用された、近鉄塗装の日野・セレガRが使用されていた。。

## 備考
- 希に「萩号」と表記されることがあるが、ひらがな表記が正当。
- 防長は新山口駅 - 東萩駅間の普通便がある。防長の普通便では新聞輸送を行っている。